# Omar Gábir
Omar Mahmúd Gábir (Arabul: عمر محمود جابر, angolos átírással: Omar Mahmoud Gaber) (Kairó, 1992. január 30. –) egyiptomi válogatott labdarúgó, az egyiptomi Ez-Zamálek játékosa.

## Pályafutása

### Klubcsapatban
Az Ez-Zamálek csapatában nevelkedett, majd 2010-ben itt lett profi labdarúgó. 2016 májusában az Ez-Zamálek és a Basel megegyezett az átigazolásáról, ami a nyári átigazolási időszaktól lett hivatalos. Négy évre írt alá és a 4-es mezszámot kapta. Július 24-én a Sion ellen mutatkozott be a bajnokságban. A szezon végén bajnokságot és kupát is nyert a klubbal. 2017. november 21-én bejelentették, hogy 2018. január 1-jétől az amerikai Los Angeles csapatának lesz a játékosa december 31-ig kölcsönben. Július 12-én bejelentették, hogy nem tölti ki kölcsönszerződését, hanem az egyiptomi Pyramids csapatához igazolt. 2022 szeptemberében visszatért az Ez-Zamálek csapatához.

### A válogatottban
Részt vett a 2011-es U20-as Afrikai nemzetek kupáján, a 2011-es U20-as labdarúgó-világbajnokságon, a 2011-es U23-as Afrikai nemzetek kupáján, a 2012-es Olimpián, a 2017-es és a 2019-es afrikai nemzetek kupáján, valamint a 2018-as labdarúgó-világbajnokságon a válogatottal.

## Sikerei, díjai

### Klub
- Ez-Zamálek
  - Egyiptomi bajnok : 2014–15
  - Egyiptomi kupa: 2012–13, 2013–14, 2014–15

- FC Basel
  - Svájci bajnok : 2016–17
  - Svájci kupa: 2016–17

### Válogatott
- Egyiptom U20
  - U20-as Afrikai nemzetek kupája bronzérmes: 2011[15][16]

- Egyiptom
  - Afrikai nemzetek kupája ezüstérmes: 2017[17]